# パステルカラーに染めてくれ〜MAGIC BEST COLLECTION
『パステルカラーに染めてくれ〜MAGIC BEST COLLECTION』（〜マジック・ベスト・コレクション）は、MAGIC2枚目のベスト・アルバム。1995年11月22日にメルダックから発売。

## 内容
第4期MAGICがビートロック風に仕上げた新曲2曲、BLACK CATS「東京ストリートロッカー」のカバーを含む全15曲。ディスクジャケットはシングル「パステルカラーに染めてくれ」とほぼ同じ。

## 収録曲
1. パステルカラーに染めてくれ（4：18）[1]
作詞:上澤津孝・松井五郎
作曲・編曲:織田哲郎
2. 天使のジェラシー（3：55）[1]
作詞:船橋孝樹
作曲:久米浩司・魚海洋司
編曲:魚海洋司・MAGIC
3. あの夏が聴こえてくる（4：48）[1]
作詞:小田佳奈子
作曲・編曲:織田哲郎
4. 17歳、BREAK DOWN（3：00）[1]
作詞:上澤津孝
作曲:山口憲一・久米浩司
編曲:土屋昌巳・MAGIC
5. ロカビリー・カーニバル（3：44）[1]
作詞:森永博志
作曲:山口憲一
編曲:魚海洋司・MAGIC
6. 傷だらけのパラダイス（2：59）[1]
作詞:船橋孝樹
作曲：山口憲一・魚海洋司
編曲：魚海洋司・MAGIC
7. LAST HERO（3：46）[1]
作詞:上澤津孝
作曲:谷田部憲昭
編曲:織田哲郎
8. マリアのように抱きしめてくれ（2：50）[1]
作詞:上澤津孝
作曲:山口憲一・久米浩司
編曲:MAGIC
9. クロスロード（3：16）[1]
作詞:船橋孝樹
作曲:山口憲一
編曲:魚海洋司・MAGIC
10. Summer Rose（4：15）[1]
作詞:松井五郎
作曲・編曲:魚海洋司
11. 東京ストリートロッカー（3：41）[1]
作詞:船橋孝樹
作曲:織田哲郎
編曲:魚海洋司・MAGIC
原曲:BLACK CATS
12. ROCK'A BEAT（3：29）[1]
作詞:上澤津孝
作曲:炭谷貴士
編曲:MAGIC
13. 魔法のD.J.〜ウルフマンジャックに告ぐ（3：54）[1]
作詞:上澤津孝
作曲:小阪浩人
編曲:MAGIC
14. 終わらない旅（3：15）[1]
作詞:菅井敏昭
作曲:谷田部憲昭
編曲:MAGIC
15. 自転車（3：48）[1]
作詞:上澤津孝
作曲:山口憲一
編曲:MAGIC
16. Magic〜俺たちのGlory days〜（6：14）[1]
作詞・作曲:上澤津孝
編曲:織田哲郎